# Šmarjeta, Pliberk
Šmarjeta (nemško St. Margarethen) je naselje v Občini Pliberk v Okraju Velikovec na Koroškem v Avstriji.